# Tuxedomoon
Tuxedomoon es una banda estadounidense de rock y de música de vanguardia, de estilo inclasificable, capaces de instrumentar temas new wave, jazz fusión o puramente experimentales, utilizando instrumentos tradicionales y sintetizadores. Creado en San Francisco, Estados Unidos, en 1977 por dos estudiantes de música electrónica, Blaine Reininger y Steven Brown. Otros músicos importantes que participaron en algún momento en la formación son Peter Principle y Winston Tong. Durante parte de su historia han vivido en Bélgica. 
En 1980 publican su primer LP, Half Mute. En 1982, el coreógrafo Maurice Béjart les encarga la música para el ballet Divine, tributo a Greta Garbo. En 1983 Reininger deja el grupo para seguir su carrera en solitario. En 1985 publican Holy Wars, que se convierte en su mayor éxito comercial. Wim Wenders utiliza el tema Some Guys en las escenas iniciales de su película El cielo sobre Berlín.
Su último disco de estudio fue You, publicado en 1987.
Han sido teloneros de Devo, Cabaret Voltaire, Pere Ubu y The Residents y actualmente Tuxedomoon, a pesar de nunca haber obtenido popularidad, es considerado en la actualidad como un grupo de culto.

## Discografía (incompleta)
- 1978-Pinheads on the move-EP
- 1979, Scream with a View (EP)
- 1980, Half Mute
- 1981, Desire+No Tears (1978) EP
- 1981, Desire
- 1982, Divine
- 1982, Ninotchka (EP)
- 1985, Holy Wars
- 1986, Ship of Fools (miniLP)
- 1987, You
- 1988, Ten Years in One Night (en directo)
- 1991, The Ghost Sonata
- 1997, Solve et Coagula (recopilatorio)
- 1997, Half Mute/Scream With a View (EP)
- 1998, Joeboy in Mexico
- 2002, Live In St. Petersburg (en directo)
- 2003, No Tears/What Use: Remixes & Originals
- 2004, Cabin In The Sky

- Datos: Q1474525
- Multimedia: Tuxedomoon / Q1474525